# LLDB
El depurador LLDB (LLDB) és un programari per depurar. Està construït com un conjunt de components re-utilitzables que s'utilitzen àmpliament les biblioteques existents del projecte LLVM Project, tals com l'analitzador d'expressions Clang i el desassemblador LLVM .
Tot el codi en el projecte és LLDB programari lliure i de codi obert subjecta als termes de la University of Illinois/NCSA Open Source License, la llicència de programari lliure permissiu, com és el cas d'altres parts del projecte LLVM.
Encara LLDB és en el desenvolupament d'hora, és prou madur com per donar suport a la depuració bàsic de programes escrits en C, Objective-C, C++ i Swift.
LLDB és conegut per treballar en OS X, Linux, FreeBSD, i Windows i suportar i386, x86-64 i ARM. S'utilitza com un depurador predeterminat per Xcode 4.3 i versions posteriors.